# International Vale Tudo Championship
International Vale Tudo Championship（インターナショナル・バーリトゥード・チャンピオンシップ、略称IVC）は、ブラジルの総合格闘技団体。

## 概要
1997年、フレデリコ・ラベンダと共に「World Vale Tudo Championship」の共同経営者だったセルジオ・バッタレリが独立して設立した。
設立当初は賞金制のトーナメントであったが、1999年からトーナメントと並行して王座の認定を開始した。
2001年11月、ベネズエラで2年3か月ぶりに大会を開催。以後、2003年3月までブラジル国外で年1回開催された。
2003年11月、代表者のセルジオ・バッタレリがK-1ブラジルの代表に就任した。
2015年5月、UFCを運営するズッファに映像権利を売却した。
2016年8月、13年5か月ぶりに大会を開催し、キックボクシングのWKN世界タイトルマッチを開催した。

## ルール
ブラジル・バーリトゥード評議会の管理下で行われ、素手で戦う禁止技の少ない伝統的なバーリトゥードルールに準拠していたが、ブラジル国外で開催されたIVC 14から安全性に配慮し、グローブ着用を義務づけ、頭突き、後頭部への打撃、踏みつけを禁止した総合格闘技ルールに変更された。

## 階級・王座
- 王座の変遷については「IVC王者一覧」を参照。

| 階級           | 重量区分         | 王者                   |
| -------------- | ---------------- | ---------------------- |
| ヘビー級       | +201lbs: +91.1kg | カーロス・バヘット     |
| ライトヘビー級 | -200lbs: -91.0kg | ヴァンダレイ・シウバ   |
| ミドル級       | -182lbs: -83.0kg | ペレ                   |
| ライト級       | -168lbs: -76.0kg | ハファエル・コルデイロ |

## 開催履歴
| 大会名                                      | 開催年月日     | 会場                                             | 開催地                 |
| ------------------------------------------- | -------------- | ------------------------------------------------ | ---------------------- |
| IVC 15: The New Era                         | 2016年8月20日  | フロレスタ・コンべんチオンス・アンド・エベントス | サンパウロ州ソロカーバ |
| IVC: Starwars 1                             | 2003年3月22日  | -                                                | カストロ・マリン       |
| IVC: Rumble in Yougoslavia                  | 2002年12月1日  | -                                                | ベオグラード           |
| IVC 14: USA vs. Brazil                      | 2001年11月11日 | -                                                | カラカス               |
| IVC 13: The New Generation of Lightweights  | 1999年8月26日  | -                                                | サンパウロ州           |
| IVC 12: The New Generation of Middleweights | 1999年8月26日  | -                                                | サンパウロ州           |
| IVC 11: The Tournament is Back              | 1999年4月27日  | -                                                | ブラジル               |
| IVC 10: World Class Champions               | 1999年4月27日  | -                                                | ブラジル               |
| IVC 9: The Revenge                          | 1999年1月20日  | -                                                | セルジッペ州アラカジュ |
| IVC 8: The Road Back to the Top             | 1999年1月20日  | -                                                | セルジッペ州アラカジュ |
| IVC 7: The New Champions                    | 1998年8月23日  | -                                                | サンパウロ州           |
| IVC 6: The Challenge                        | 1998年8月23日  | -                                                | サンパウロ州           |
| IVC 5: The Warriors                         | 1998年4月26日  | ホテル・グランメリア                             | サンパウロ州           |
| IVC 4: The Battle                           | 1998年2月7日   | -                                                | ブラジル               |
| IVC 3: The War Continues                    | 1997年12月10日 | -                                                | ブラジル               |
| IVC 2: A Question of Pride                  | 1997年9月15日  | -                                                | ブラジル               |
| IVC 1: Real Fight Tournament                | 1997年7月6日   | -                                                | ブラジル               |